# هیکی فریمن
هیکی فریمن (انگلیسی: Hickey Freeman) شرکت پوشاک آمریکایی است، که در سال ۱۸۹۹ تأسیس شد.